# Liste der Biografien/Fischb
Liste der Biografien |
Portal Biografien |
Personensuche
# |
A |
B |
C |
D |
E |
F |
G |
H |
I |
J |
K |
L |
M |
N |
O |
P |
Q |
R |
S |
T |
U |
V |
W |
X |
Y |
Z |
?
 
Fa |
Fe |
Ff |
Fh |
Fi |
Fj |
Fk |
Fl |
Fm |
Fn |
Fo |
Fr |
Ft |
Fu |
Fy
 
Fia |
Fib |
Fic |
Fid |
Fie |
Fif |
Fig |
Fih |
Fii |
Fij |
Fik |
Fil |
Fim |
Fin |
Fio |
Fip |
Fiq |
Fir |
Fis |
Fit |
Fiu |
Fiv |
Fix |
Fiz
 
Fisa |
Fisb |
Fisc |
Fise |
Fish |
Fisi |
Fisk |
Fisl |
Fism |
Fiso |
Fisq |
Fiss |
Fist |
Fisu |
Fisz
 
Fisce |
Fisch |
Fiscu
 
Fischa |
Fischb |
Fischd |
Fische |
Fischg |
Fischh |
Fischi |
Fischl |
Fischm |
Fischn |
Fischo |
Fischt
Die Liste der Biografien führt alle Personen auf, die in der deutschsprachigen Wikipedia einen Artikel haben. Dieses ist eine Teilliste mit 53 Einträgen von Personen, deren Namen mit den Buchstaben „Fischb“ beginnt.

## Fischb

### Fischba
- Fischbach, Andrea (* 1969), deutsche Hochschullehrerin, Professorin für Sozial-, Arbeits- und Organisationspsychologie an der Deutschen Hochschule der Polizei
- Fischbach, Catharina (1804–1872), deutsche Historien- und Porträtmalerin
- Fischbach, Claudius (* 1960), deutscher Diplomat
- Fischbach, Constanze (* 1985), deutsche Musicaldarstellerin und Mezzosopranistin
- Fischbach, Danny (* 1989), deutscher Eishockeyspieler
- Fischbach, David (* 1989), deutscher Schauspieler, Kommunikationsdesigner und Briefmarkenkünstler
- Fischbach, Ephraim (* 1942), US-amerikanischer Physiker
- Fischbach, Erica (* 1955), deutsche Sportlerin und Sportfunktionärin (Badminton, Bobsport)
- Fischbach, Friedrich (1839–1908), deutscher Dessinateur, Ornamentist und Lithograf, Kunsthistoriker sowie Autor, Lyriker und Librettist
- Fischbach, Friedrich Ludwig Joseph (1752–1825), preußischer Kriegsrat und Schriftsteller
- Fischbach, Gerald D. (* 1938), US-amerikanischer Neurowissenschaftler
- Fischbach, Heinrich (* 1833), deutscher Maler der Düsseldorfer Schule und Restaurator
- Fischbach, Heinrich (1847–1913), deutscher Theaterschauspieler
- Fischbach, Heinrich von (1827–1900), deutscher Forstwissenschaftler
- Fischbach, Ingrid (* 1957), deutsche Politikerin (CDU), MdB
- Fischbach, Johann (1797–1871), österreichischer Maler
- Fischbach, Johannes (* 1988), deutscher Radsportler
- Fischbach, Kai (* 1972), deutscher Wirtschaftsinformatiker
- Fischbach, Karl-Friedrich (* 1948), deutscher Biologe und Biochemiker
- Fischbach, Klaus (1935–2017), deutscher Organist, Chorleiter, Komponist und Musikpädagoge
- Fischbach, Lothar, deutscher Radrennfahrer
- Fischbach, Marc (* 1946), luxemburgischer Politiker und Richter, Mitglied der Chamber und MdEP
- Fischbach, Marcel (1914–1980), luxemburgischer Journalist, Politiker und Diplomat, Mitglied der Chambre
- Fischbach, Margit (* 1949), deutsche Gymnasiallehrerin und Internetpionierin
- Fischbach, Matthias (* 1988), deutscher Politiker (FDP), MdL
- Fischbach, Michelle (* 1965), US-amerikanische Politikerin der Republikanischen Partei
- Fischbach, Oskar Georg (1880–1967), deutscher Jurist und Ministerialrat
- Fischbach, Peter Joseph (1806–1870), deutscher Jurist, Friedensrichter und Heimatforscher sowie Abgeordneter im Preußischen Abgeordnetenhaus
- Fischbach, Pius (* 1948), Schweizer Fussballspieler
- Fischbach, Robert (* 1944), deutscher Politiker (CDU)
- Fischbach, Thomas (* 1959), deutscher Pädiater, Präsident des Berufsverbands der Kinder- und Jugendärzte
- Fischbacher, Andrea (* 1985), österreichische SkirennläuferinAndrea Fischbacher (* 1985)

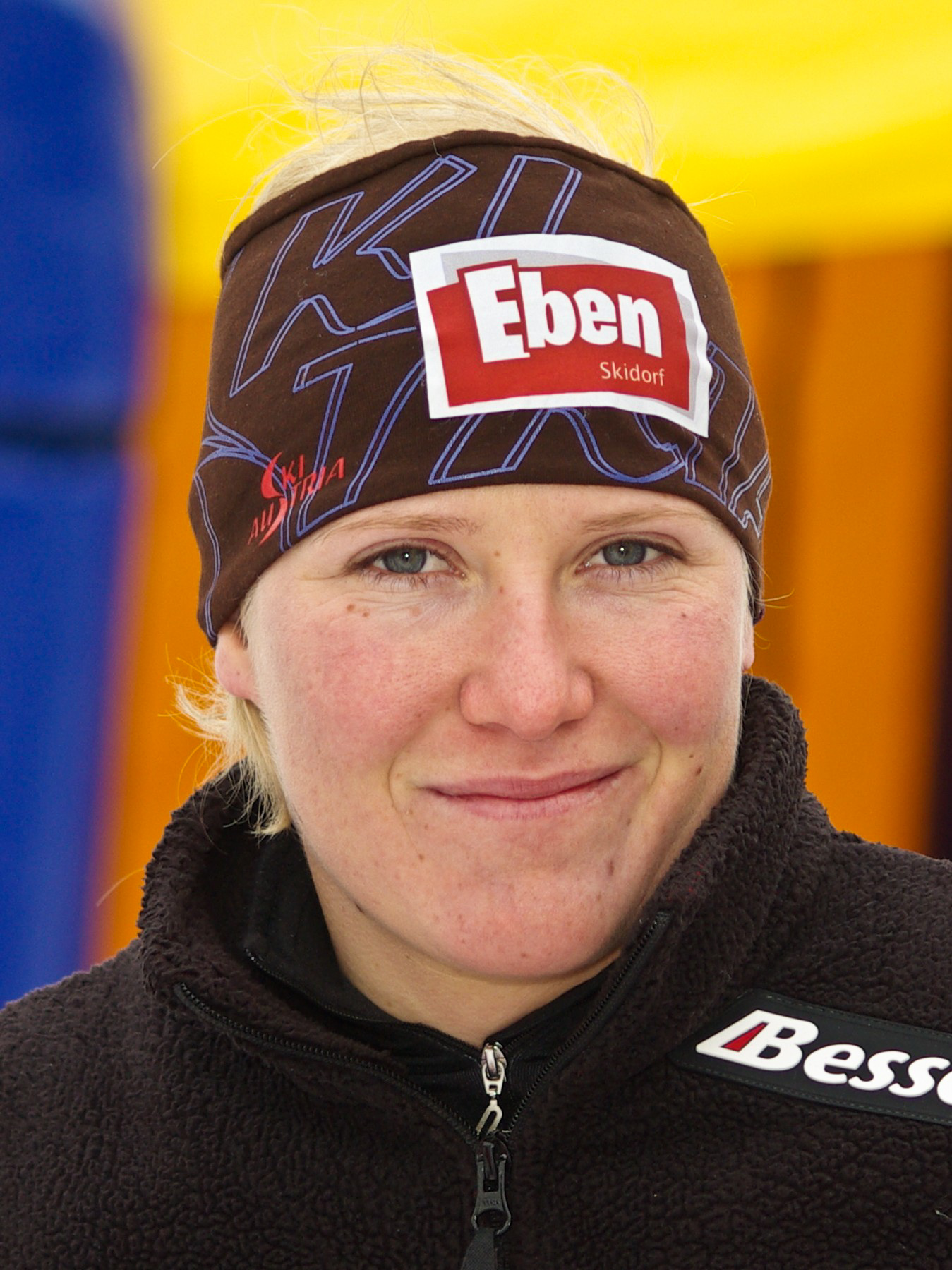
Andrea Fischbacher (* 1985)

- Fischbacher, Andreas (* 1973), österreichischer Skibergsteiger
- Fischbacher, Arno (* 1955), österreichischer Schauspieler, Theaterdirektor, Dozent, Wirtschafts-Stimmcoach, Speaker, Trainer und Autor
- Fischbacher, Axel (* 1956), deutscher Jazzmusiker
- Fischbacher, Franz (1925–2006), österreichischer Maler und Grafiker
- Fischbacher, Jakob (1886–1972), deutscher Politiker (BP), MdL
- Fischbacher, Otto (1874–1953), schweizerischer Unternehmer, Kaufmann und Sammler
- Fischbacher, Siegfried (1939–2021), deutsch-US-amerikanischer Zauberkünstler
- Fischbacher, Urs (* 1959), Schweizer Wirtschaftswissenschaftler
- Fischbacher, Walter (* 1966), österreichischer Jazz- und Fusionmusiker (Piano, Komposition)
- Fischbauer, Alois (1951–2012), österreichischer Skibobfahrer und Sportfunktionär

### Fischbe
- Fischbeck, Constanze (* 1968), deutsche Bühnenbildnerin, Filmemacherin und Kuratorin
- Fischbeck, Gerhard (1925–2020), deutscher Pflanzenbau- und Pflanzenzuchtwissenschaftler
- Fischbeck, Hans-Jürgen (* 1938), deutscher Physiker und DDR-Bürgerrechtler, MdA
- Fischbeck, Harry (1879–1968), deutschstämmiger Fotograf und Kameramann beim amerikanischen Stumm- und frühen Tonfilm
- Fischbeck, Ludwig (1866–1954), deutscher Hofkunsthändler, Maler und Radierer
- Fischbeck, Otto (1865–1939), deutscher Politiker (Fortschrittliche Volkspartei, DDP), MdR und preußischer Staatsminister
- Fischbeck, Otto (1893–1970), deutscher Architekt
- Fischbejn, Mojsej (1946–2020), ukrainischer Dichter und Übersetzer jüdischer Herkunft

### Fischbo
- Fischböck, Hans (1895–1967), österreichischer Jurist und Politiker (NSDAP), MdR
- Fischborn, Gottfried (1936–2020), deutscher Theater- und Literaturwissenschaftler

### Fischbu
- Fischbuch, Daniel (* 1993), deutscher EishockeyspielerDaniel Fischbuch (* 1993)

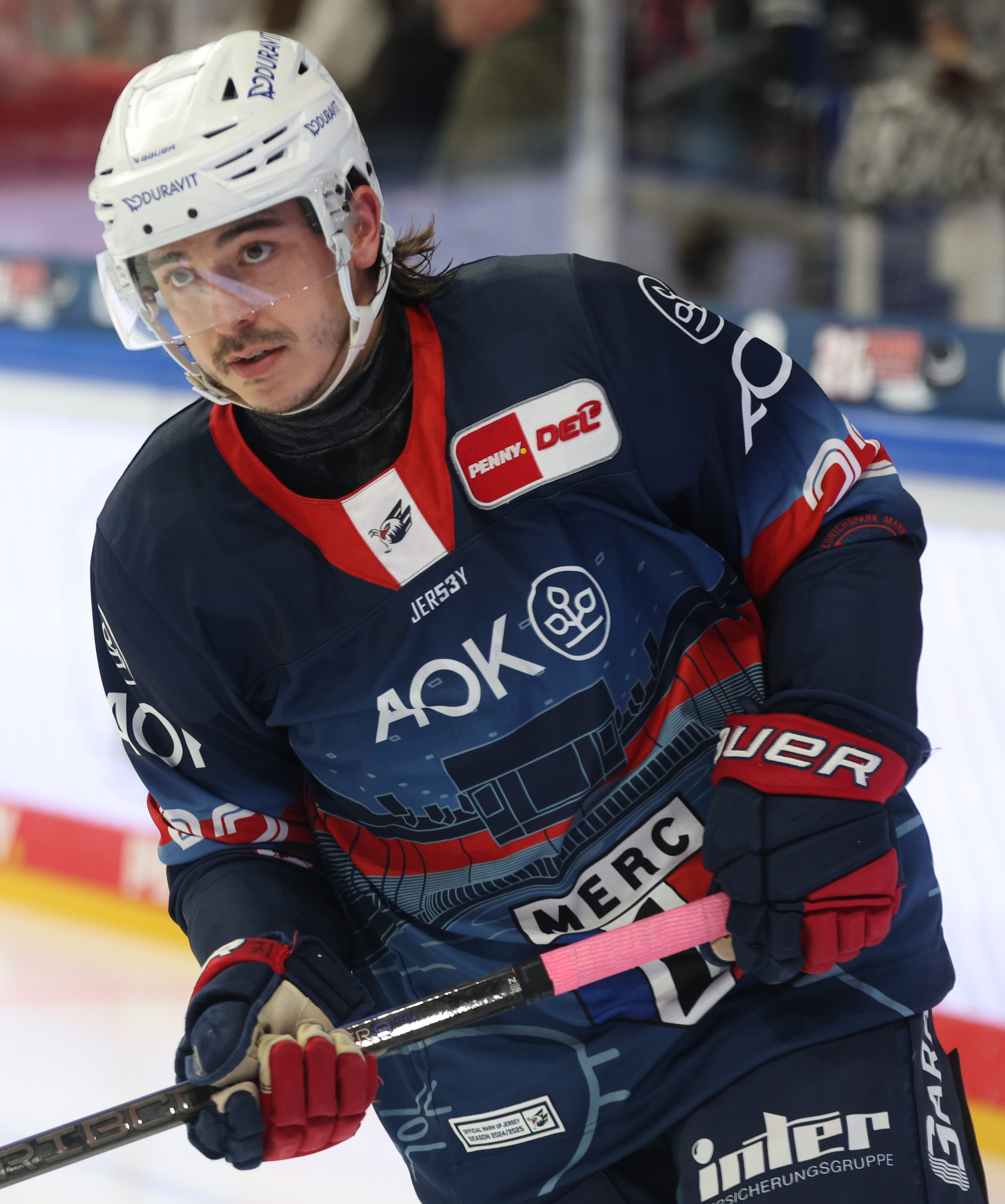
Daniel Fischbuch (* 1993)